# Onthophagus konoi
Onthophagus konoi är en skalbaggsart som beskrevs av Matsumura 1938. Onthophagus konoi ingår i släktet Onthophagus och familjen bladhorningar. Inga underarter finns listade i Catalogue of Life.